# Eupanacra pallidior
Eupanacra pallidior är en fjärilsart som beskrevs av Clayton Dissinger Mell 1922. Eupanacra pallidior ingår i släktet Eupanacra och familjen svärmare. Inga underarter finns listade i Catalogue of Life.